# Симоновські
Симоновські (Симановські) — козацько-старшинський, згодом — дворянський рід, що походить від Івана С. (р. н. невід. — п. бл. 1760), значкового товариша Ніжинського полку (1740—57). Один із його синів — Петро Іванович (див. П.Симоновський; бл. 1717 — 1809), історик, правник, державний діяч, а інший — Данило Іванович (бл. 1730 — бл. 1800), сотник кобижчанський (1764) і конотопський (1764—69), учасник російсько-турецької війни 1768—1774. Онук Петра — Микола Васильович (1814—77), 1837—48 — учасник Кавказької війни, генерал-лейтенант (1868), голова Петербурзького військового окружного суду (1869—72), член Головного військового суду (із 1872), автор цікавих щоденників про своє перебування на Кавказі ("Дневник: 2 апреля — 3 октября 1837 г., Кавказ"; видрукуваний у часописі "Звезда", 1999, № 9), а правнук — Іван Дмитрович (1850 — р. с. невід.), генерал-майор (1909), інспектор технічних артилерійських закладів з арсенальної частини (1915—17), автор статей до "Энциклопедии военных и морских наук" (під ред. Г.Леєра, 8 томів, СПб., 1883—97), служив у РСЧА.
Рід внесений до 2-ї части ни Родовідної книги Чернігівської губернії.
Існують однойменні роди іншого походження.